# Groß Siemz
Groß Siemz ist ein Ortsteil der Gemeinde Siemz-Niendorf im Westen des Landkreises Nordwestmecklenburg in Mecklenburg-Vorpommern (Deutschland). Der Ort gehört dem Amt Schönberger Land mit Sitz in der Stadt Schönberg an.

## Geografie

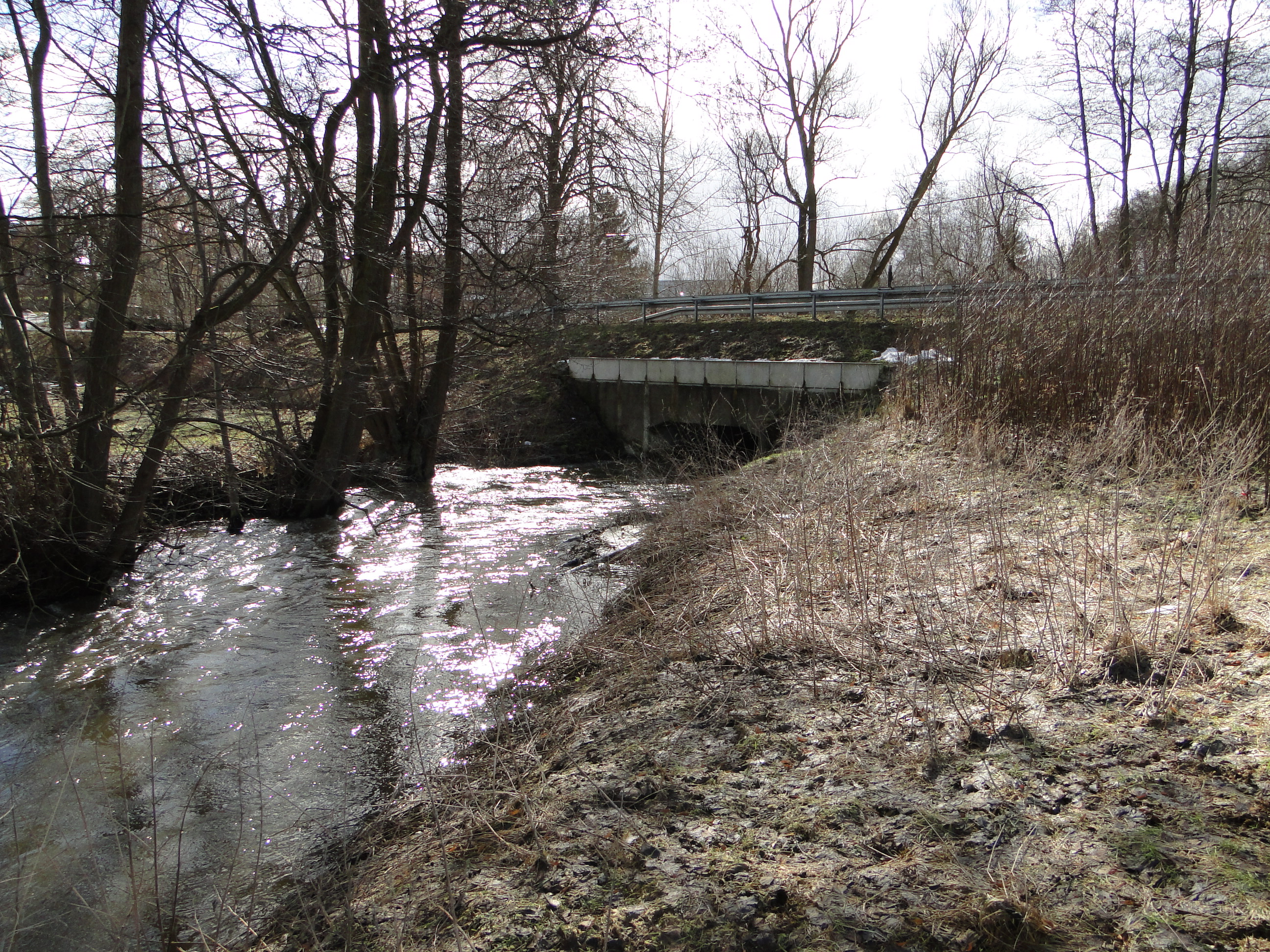
Brücke über die Maurine

Groß Siemz liegt etwa 15 Kilometer östlich von Lübeck am Fluss Maurine und unmittelbar südlich der Kleinstadt Schönberg. Das hügelige Gebiet östlich und westlich des Maurinetals erreicht Höhen bis 66 m ü. NHN.
Zu Groß Siemz gehören die Ortsteile Klein Siemz, Lindow und Torisdorf (früher Torriesdorf).

## Geschichte
Im Zuge der Trassenuntersuchung für den Bau der A 20 wurde das bronzezeitliche Gräberfeld von Groß Siemz ausgegraben.
Das 1413 erstmals als Zimitz genannte Dorf ist slawischen Ursprungs und wurde als Angerdorf angelegt. Der Ortsteil Torisdorf (Ersterwähnung 1526) entstand um einen Gutshof, der heute nicht mehr existiert. Das im Kern aus der Mitte des 17. Jahrhunderts stammende Herrenhaus wurde nach 1960 abgerissen, letzter Gutsbesitzer war Axel Bunge-Hamburg. Jahrhunderte langer Grundbesitzer war die briefadelige Familie von Gundlach, die von Torisdorf aus ihren Grundbesitz in Mecklenburg vergrößerte. Bodo von Gundlach war der letzte Vertreter der Familie auf Torisdorf, er starb kinderlos 1929. Gundlach hatte eine klassische Vita, Besuch der Gymnasien in Waren und Doberan, dann auf dem Adelsinternat der Ritterakademie Brandenburg, anschließend Offizierslaufbahn. Er war zudem einige Jahre Landtagsabgeordneter und Mitglied des evangelischen Johanniterordens und zugleich Gutsbesitzer auf Hinrichsberg b. Röbel, seinem Hauptwohnsitz. An die Familie von Gundlach erinnert auch das sanierte Erbbegräbnis in Schönberg. Gut Torisdorf umfasste stabil etwa die Größe zwischen 428 und 430 ha.
Am 1. Juli 1950 wurden die vorher eigenständigen Gemeinden Lindow und Torisdorf eingegliedert, am 1. Juli 1961 auch Klein Siemz. Am 26. Mai 2019 wurde Groß Siemz mit der westlich angrenzenden Nachbargemeinde Niendorf zu der neuen Gemeinde Siemz-Niendorf fusioniert. Letzter Bürgermeister war Rainer Berger.

## Sehenswürdigkeiten
- Park in Torisdorf (500-jährige Eiben)
- mehrere Bauernhöfe, die heute unter Denkmalschutz stehen

## Wirtschaft und Infrastruktur
Neben der Landwirtschaft, die das Gebiet prägt, gibt es in Groß Siemz eine Tischlerei, ein Trockenbau- und zwei Transportunternehmen.

## Verkehrsanbindung
Die A 20 (Lübeck–Wismar–Rostock) führt zwischen Groß- und Klein Siemz hindurch, die nächste Anschlussstelle (Schönberg) liegt fünf Kilometer östlich der Gemeinde.
Der nächste Bahnhof befindet sich in der vier Kilometer entfernten Stadt Schönberg (Strecke Lübeck – Grevesmühlen – Bad Kleinen).

## Persönlichkeiten
- Joachim Maaß (* 1844 in Groß Siemz; † 1921 in Lübeck), Pädagoge und Heimatforscher